# Manuel Muñoz Barberán
Manuel Muñoz Barberán (26 de mayo de 1921 - 1 de diciembre de 2007) fue un pintor y escritor nacido en Lorca, en la Región de Murcia, España.

## Biografía
Hijo de Alejandro Muñoz Furió y Bibiana Barberán Castillo, su infancia se vio entristecida por la temprana muerte de su padre. Se inició artísticamente en la Academia Municipal de su ciudad natal que dirigía Francisco Cayuela, ahí fue expulsado por falta de disciplina. Gracias a su madre Bibiana Barberán, volvió a ser admitido y pudo continuar sus estudios. En los años 30 se traslada a Garrucha, allí se relaciona con personas que le ayudarán a desarrollar sus inclinaciones artísticas.
Al comienzo de la Guerra Civil Muñoz Barberán regresa con su familia a Lorca, y comienza a trabajar en el taller fotográfico de Juan Navarro Morata. Aunque solicitó una beca no se la concedieron porque le faltaba el certificado de prisiones.
En la década de los años 40 se traslada a Cehegín. Comienza un período en el que el pintor viaja a Zaragoza, Barcelona y Madrid, donde visita las principales salas de exposiciones y museos. Allí admira las obras de artistas como Fortuny, Goya y Velázquez.
Muñoz Barberán fija su residencia en Sangonera la Seca, Murcia aunque son frecuentes sus viajes a Madrid, que aprovecha para completar su formación acudiendo al Círculo de Bellas Artes y realizando copias de los cuadros del Museo del Prado. Realizó una amplísima actividad artística e hizo un viaje por Portugal con Molina Sánchez.

## Sobre su pintura
Afincado en Murcia desde la década de 1940, estuvo ligado al proyecto de reconstrucción del templo de San Antolín, que hoy se ha convertido en un completo muestrario de su pintura religiosa. Desde allí se proyectó a toda la región pintando en poblaciones como Mula, Cieza, Hellín, Jumilla o Lorca. En 1953 se le presenta la oportunidad de pintar las bóvedas de la Basílica de la Purísima de Yecla, sin duda su más compleja y extensa obra de este tipo que lo consagraría como consumado especialista en el ámbito murciano. Sus pinceles fueron reclamados también para las iglesias de Murcia capital (San Bartolomé), Espinardo, Ricote, Guadalupe, Molina de Segura, Abarán, Jumilla, Los Barreros (Cartagena), San Javier, Alcantarilla, o recientemente para la de Sangonera la Seca, así como para las de otras poblaciones fuera de nuestra región, como Fuente Álamo (Albacete). También la pintura mural decorativa de carácter civil fue una faceta presente a lo largo de toda su carrera, culminando, en cierto modo, con el techo y telón del Teatro Guerra (Lorca) y el techo del Teatro Concha Segura, de Yecla.

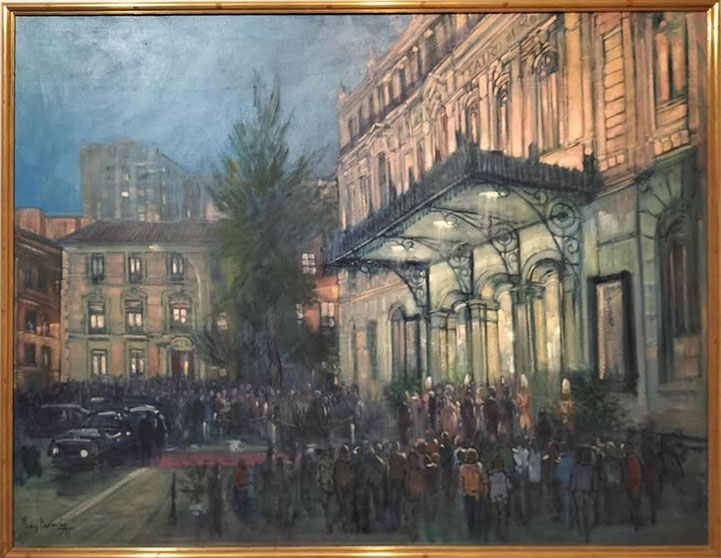
El Romea. óleo sobre lienzo.

El tema urbano ha sido el predilecto de su pintura que no podría entenderse sin él. Con su peculiar e inconfundible estilo supo plasmar los más atractivos escenarios de nuestra tierra y todos aquellos acontecimientos festivos tradicionales que, a través de su mirada, siguen causando singular seducción. Procesiones de Semana Santa, romerías, Bando de la Huerta, Entierro de la Sardina… Viajero infatigable, en 1957 visitaba por primera vez a Roma y a Italia volvió en numerosas ocasiones dedicando largas visitas a Florencia y Venecia que quedaron plasmadas en sus lienzos, acuarelas y cuadernos de dibujo. Visitó y pintó también en otros países (Portugal, Francia, Alemania, Holanda, Inglaterra, Marruecos y la República Checa).

## Publicaciones
A la arquitectura y al arte del pasado dedicó lienzos y una parte importante de su esfuerzo como investigador en cuantos archivos tuvo a su alcance. De ellos extrajo noticias novedosas sobre multitud de artistas, sobre gentes sencillas o curiosas, sobre graves asuntos, o sobre livianas y divertidas cuestiones que semanalmente desgranaba en artículos de periódico ilustrados con dibujos a pluma o carboncillo. Centenares de colaboraciones con las que formaría dos interesantes libros: Sepan Quantos... y Ventana al ayer. Apasionado por la figura de Pérez de Hita, a él dedicó una completa y rigurosa biografía (De la vida murciana de Ginés Pérez de Hita) que puso en pie y dio nuevo impulso a los estudios del que es considerado padre de la novela histórica española. Ese trabajo biográfico, más un pormenorizado estudio de literatura comparada, fue la base que le llevó a atribuir al escritor el Quijote apócrifo, tesis que explanó en una intensa monografía (Sobre al autor del Quijote apócrifo). Fruto de sus pesquisas en archivos murcianos fueron también dos valiosas aportaciones: su participación en la Historia de la Región de Murcia, escribiendo sobre la vida artística murciana de los siglos XVI y XVII, y la Nueva biografía del Licenciado Francisco Cascales. Fue también el redactor de una extensa galería de murcianos célebres; el reintegrador a su cuna de ilustres paisanos, como el médico y escritor Alcalá Yáñez; el escudriñador incesante de la vida de personajes poco conocidos, como los pintores Llanos, Tizón, Jerónimo de Córdoba u Orrente, los escultores Salazar y Ayala, los arquitectos Alcalá Monte y Jerónimo Quijano, o los libreros Juan Dorado o Jusepe Domenego; y el divulgador en prensa de interesantes textos seriados como los que dedicó a la catedral murciana (La Catedral piedra a piedra). Durante más de treinta años también colaboró en la prensa murciana (Línea, La Verdad y La Opinión) con artículos de carácter más personal. A imitación de su libro de gran formato sobre Lorca (La ciudad fronteriza), a Murcia dedicaría también una serie de sonetos y litografías que, con prólogo de Carmen Conde y la participación de su excelente amigo Molina Sánchez, se transformaron en la espléndida publicación Encuentros en la ciudad.

## Premios y distinciones
La ingente obra pictórica y literaria de Muñoz Barberán y su personalidad versátil y amplia en el trato cercano y en la cultura que atesoraba y transmitía, se tradujeron en numerosos reconocimientos. Por su actividad artística, los premios que lo confirman como pintor serán especialmente significativos en la década de 1960: Palma de Plata de la Bienal de la C.A.S.E. de Elche (Alicante) (1962); Tercera Medalla del Salón de Otoño de Madrid (1964); Premio "Paisaje Madrileño" del Excmo. Ayuntamiento de Madrid (1965); Premio Nacional VILLACIS de la Excma. Diputación Provincial de Murcia (1967); Laurel de Murcia, de la Asociación de la Prensa (1967); Medalla de Oro del VI Salón Nacional de la C.A.S.E. de Murcia (1968); Premio Excmo. Ayuntamiento de Madrid en la Exposición Nacional de BB.AA. (1968); Primer Premio en la exposición nacional de Cieza (1968); y Premio "CHYS" (1964 y 1968). En 1968 sería designado Académico de Número de la de Alfonso X de Murcia. En 1988 fue nombrado Cronista Oficial de Murcia y en 1990 su ciudad natal, Lorca, lo reconoce como Hijo Ilustre y le concede la Medalla de Oro. En 2000 se le designó Académico Numerario de la de Bellas Artes de Nuestra Señora de la Arrixaca, perteneciendo al núcleo de fundadores. En 2003, a propuesta del Delegado del Gobierno, el Ministerio de Asuntos Exteriores le concede la Encomienda de Número de la Orden del Mérito Civil. En 2006 se le concedió la máxima distinción de la Asociación Murciana de Críticos de Arte y en el año 2008, por el Gobierno Regional, a título póstumo, la Medalla de Oro de la Región de Murcia.